# 許家瑜
許瑜（1997年7月10日—），本名 許庭瑜，台灣女性YouTuber，曾經為《英雄聯盟》職業電競選手、YouTuber團隊「中二少女」成員、YouTuber團隊「含羞草日記」成員。